# Stefaan Van den Bogaert
Stefaan Corneel Georges Van den Bogaert (Gent, 1973) is een Belgisch-Nederlands jurist gespecialiseerd in het recht van de Europese Unie. Van den Bogaert is hoogleraar aan de Universiteit Leiden.
Van den Bogaert studeerde rechten aan de Katholieke Universiteit Leuven, met een ERASMUS aan de Universiteit Osnabrück. Daarna behaalde hij nog een Master of Laws aan de Universiteit van Cambridge. Na zijn studie werkte hij als onderzoeker bij het Instituut voor sociaal recht van de KU Leuven en liep hij stage bij de unit Sport van de Europese Commissie, waar hij werkte aan de hervorming van het FIFA-transfersysteem. Op 2 juni 2003 promoveerde hij aan het Europees Universitair Instituut in Florence op het proefschrift From Wembley to San Siro: Regulation of the mobility of sportsmen in the EU post Bosman; promotor was Gráinne de Búrca, in de commissie zaten Koen Lenaerts, Bruno de Witte en Stephen Weatherill. Na zijn promotie werd hij universitair docent, later universitair hoofddocent, aan de rechtenfaculteit van de Universiteit Maastricht.
In 2009 werd Van den Bogaert benoemd tot hoogleraar Europees recht aan de Universiteit Leiden en directeur van het Europa Instituut aldaar, als opvolger van Piet Jan Slot; hij hield zijn oratie, getiteld "Ich bin ein €uropäer": Een uitweg uit de monetaire crisis?, op 9 oktober 2010. In 2020 werd hij wetenschappelijk directeur van het instituut voor publiekrecht van de Leidse rechtenfaculteit, als opvolger van Willemien den Ouden die naar de Raad van State was vertrokken; per 1 januari 2021 werd hij vice-decaan onderzoek van de faculteit als opvolger van Larissa van den Herik. Op 25 mei 2023 bood het faculteitsbestuur (naast Van den Bogaert ook decaan Joanne van der Leun en vicedecaan Ton Liefaard) zijn ontslag aan aan het college van bestuur van de Universiteit Leiden, omdat "de onderlinge verhoudingen binnen het faculteitsbestuur niet meer zodanig zijn dat het bestuur optimaal kan functioneren." Hij werd als (interim-)vicedecaan opgevolgd door Janine Ubink.
Van den Bogaerts expertise ligt op het gebied van het materiële EU-recht, met name dat van de interne markt en de Economische en Monetaire Unie. De handelseditie van zijn proefschrift werd door Wolters Kluwer in 2005 uitgegeven in de serie Europese Monografieën onder de titel Practical regulation of the mobility of sportsmen in the EU post Bosman. Hij was ook een van de redacteuren van de vijfde druk van het handboek The Law of the European Union, oorspronkelijk geschreven door Jos Kapteyn en Pieter verLoren van Themaat. Daarnaast is hij redacteur van het tijdschrift Common Market Law Review dat door het Europa Instituut wordt uitgegeven, en medewerker van het Nederlands Juristenblad.